# Eugen Napoleon Neureuther
Pour les articles homonymes, voir Neureuther.
Eugen Napoleon Neureuther, né le 13 janvier 1806 à Munich et mort dans la même ville le 23 mars 1882 , est un peintre, dessinateur et graveur bavarois, fils du peintre Ludwig Neureuther (1775-1830).

## Biographie
Eugen Napoleon Neureuther, fils de peintre, bénéficie d'abord de l'enseignement de son père, puis, à partir de 1821, il fréquente l'Académie des beaux-arts de Munich à partir de 1823, se rend à Paris en 1830 et à Rome en 1838. Il se forme essentiellement sous l'influence de Peter von Cornelius qui lui confie les décorations de la Glyptothèque de Munich. En 1848, il est nommé directeur du département artistique de la Manufacture de porcelaine de Nymphenburg, poste qu'il occupe jusqu'à la vente de l'établissement en 1856. De 1868-1877 il est professeur à l'École royale des arts appliqués de Munich.
Neureuther développe une importante et fructueuse production, en particulier dans les illustrations de sceaux et d'arabesques. Sa réputation provient des « Dessins marginaux pour les ballades et romances de Goethe » (Munich, 1829-1840) suivis entre autres par : « Souvenir des 27, 28, 29 juillet 1830 » (Paris, 1831); « Chansons montagnardes bavaroises illustrées » (Munich, 1834). Il grave une Belle au bois dormant d'après les contes des frères Grimm pour le Münchener Kunstverein en 1835.
Il peint en 1834 des scènes de l'Obéron de Christoph Martin Wieland au Königsbau et fournit 70 illustrations pour l'édition de luxe du Cid de Johann Gottfried von Herder (1838, Stuttgart). Il illustre également certains poèmes de Goethe, « les Chansons en dialecte bavarois » de Franz Ritter von Kobell, la « Waldmädchen » de Joseph Christian von Zedlitz, « le chant du Rhin »l de Nikolaus Becker, etc. Il représente en 1840 le Künstlermaskenzug en arabesque (qu'il grave dans l'acier en 1844) et livre une série d'excellentes gravures des fresques d'arcade de Rottman. Ses peintures à l'huile : « Hermann und Dorothea » (Goethe) , « le rêve de Portia », « la religieuse mourante », la « villa Mils » et la « Villa Malta » se trouvent à la galerie Schack de Munich. Il dessine enfin de nombreux sgraffites allégoriques à l'École polytechnique de Munich dont il décore le plafond de l'escalier et la coupole.
Il est enterré à l'ancien cimetière du Sud de Munich.

## Œuvres
- In : Album deutscher Künstler in Originalradirungen. - Düsseldorf : Buddeus, 1841. Digitalisierte Ausgabe der Universitäts- und Landesbibliothek Düsseldorf.
- Goethe, Johann Wolfgang von : Götz von Berlichingen : Ein Schauspiel. Mit Holzschnitten nach Zeichnungen von Eugen Neureuther. - Stuttgart (u.a) : Cotta, 1846. Digitalisierte Ausgabe der Universitäts- und Landesbibliothek Düsseldorf.

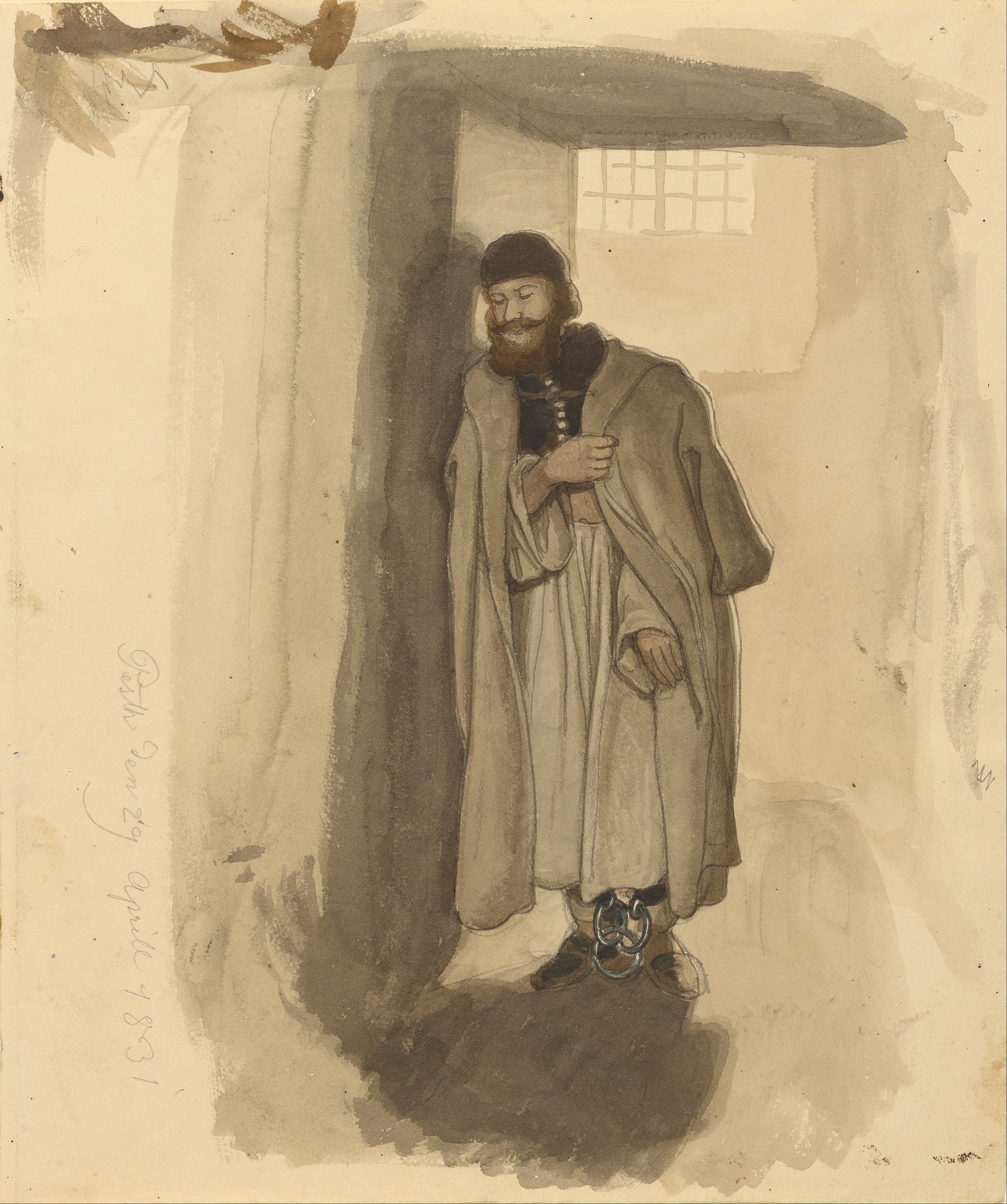
Prisonnier hongrois, dessin 1831.
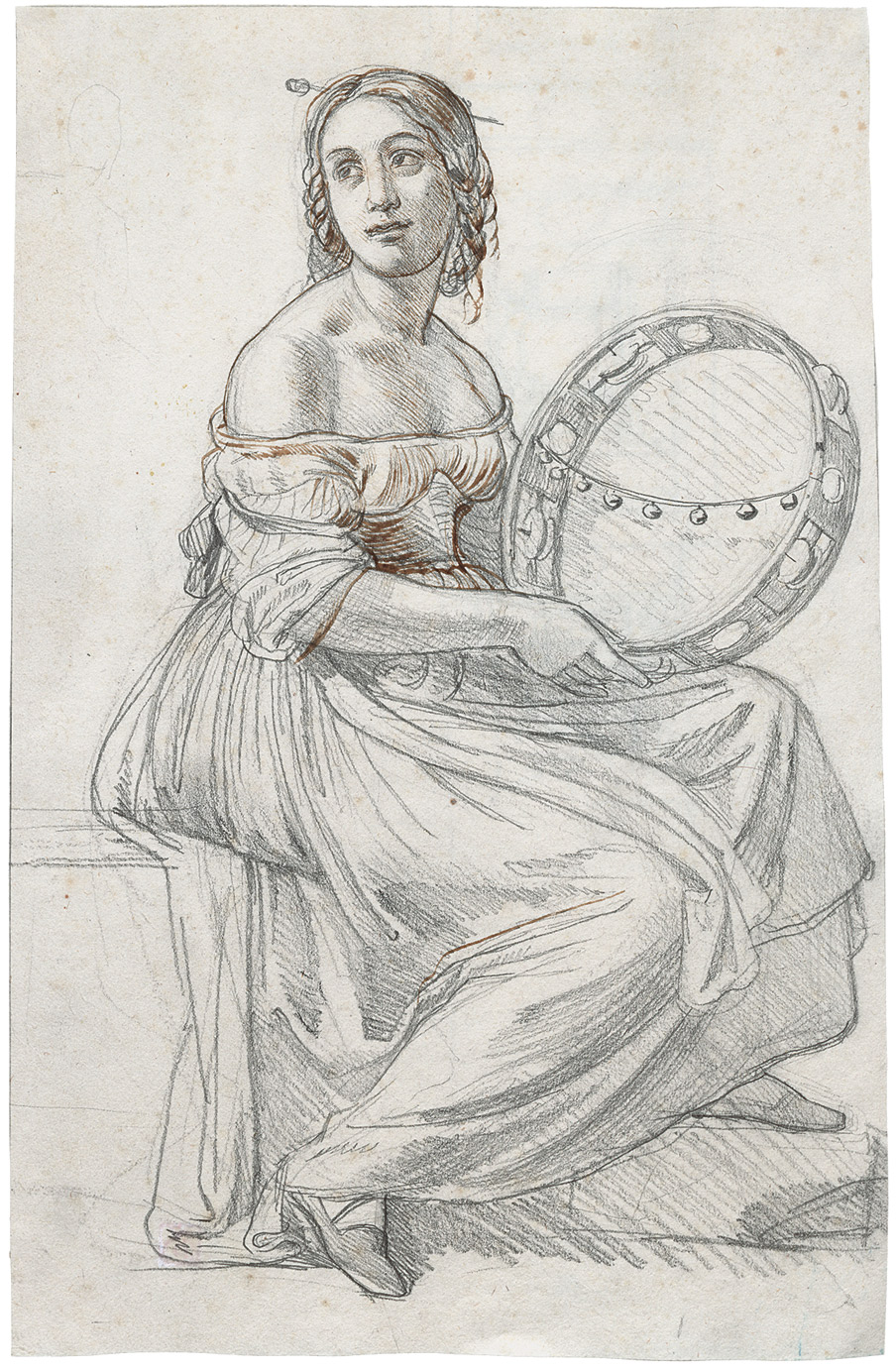
Jeune romaine avec tambourin, dessin, 1837.
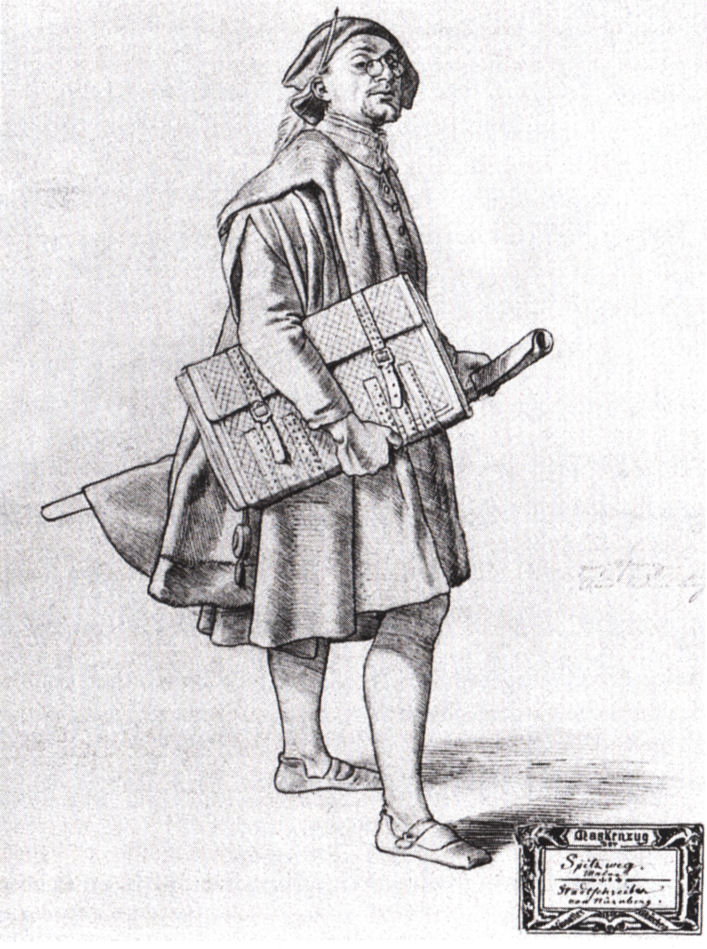
Écrivain public à Nuremberg, dessin, 1840.
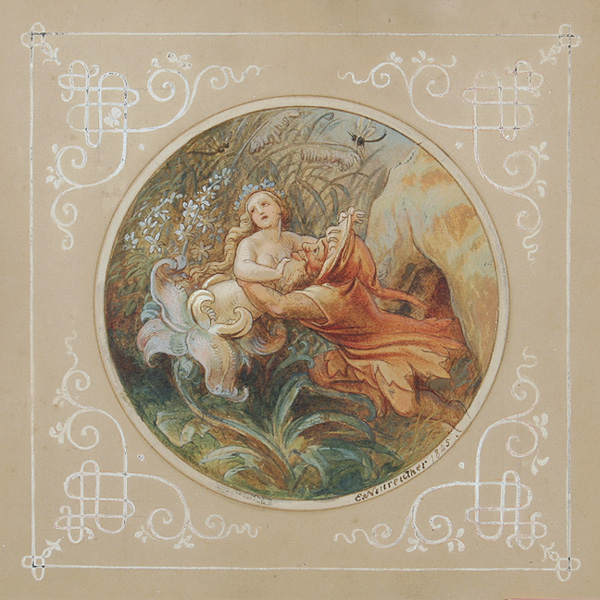
Aquarelle, 1845.
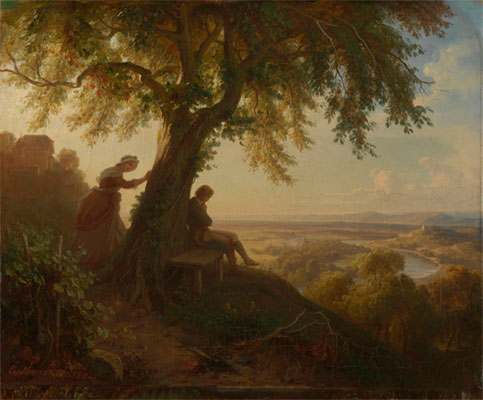
Huile sur toile, 1864.